# Harvey St Clair
Harvey William St Clair (* 13. November 1998 in Kingston, London) ist ein schottischer Fußballspieler, der seit 2024 beim US-amerikanischen Klub FC Tulsa unter Vertrag steht.

## Verein
St Clair kam als Achtjähriger zum FC Chelsea und spielte dort bis zum Sommer 2018 in dessen Jugendakademie. Anschließend unterschrieb St Clair einen Vertrag über vier Jahre beim italienischen Verein FC Venedig. Am 23. August 2018 gab der Stürmer sein Debüt als Profi in der 2. Runde der Coppa Italia gegen den FC Südtirol. Nach einer Verletzungspause kam er im Oktober 2018 zu seinem Debüt in der Serie B als Einwechselspieler gegen die US Cremonese. Im gesamten Saisonverlauf 2018/19 kam er zwölfmal in der Liga zum Einsatz. Dabei blieb er ohne Torerfolg. Venedig verlor am Ende der Saison in der Abstiegsrelegation gegen die US Salernitana und stand vor dem Gang in die Serie C. Durch den Zwangsabstieg der US Palermo verblieb der Verein jedoch in der zweiten Liga. Im September 2019 wurde der 20-Jährige St Clair erst an den schottischen Erstligisten FC Kilmarnock verliehen und in der folgenden Spielzeit folgten weitere Ausleihen an die beiden italienischen Vereine Seregno Calcio und US Triestina.

## Nationalmannschaft
Harvey St Clair war aufgrund seiner aus Edinburgh stammenden Mutter auch für den schottischen Fußballverband spielberechtigt. Dort absolvierte er zwischen 2014 und 2018 insgesamt zwölf Jugendländerspiele und erzielte dabei einen Treffer. Mit der schottischen U-21-Auswahl nahm er 2018 am Turnier von Toulon teil und erreichte am Ende den vierten Platz.

## Erfolge
- U-18 Premier Legaue-Sieger: 2017
- FA-Youth-Cup-Sieger: 2017